# 蒂爾登維爾 (佛羅里達州)
蒂爾登維爾（英語：Tildenville）是位於美國佛羅里達州橙縣的一個人口普查指定地區。

## 地理
蒂爾登維爾的座標為28°32′22″N 81°36′22″W / 28.53944°N 81.60611°W，而該地最高點為海拔高度31米（即102英尺）。

## 人口
根據2010年美國人口普查的數據，蒂爾登維爾的面積為1.10平方千米，當中陸地面積為0.90平方千米，而水域面積為0.20平方千米。當地共有人口511人，而人口密度為每平方千米464人。